# Portada/efemèride febrer 2
Melody Gardot
« 1 de febrer · 2 de febrer · 3 de febrer »